# Dahl (Olpe)
Dahl ist ein Ortsteil der nordrhein-westfälischen Kreisstadt Olpe und bildet räumlich mit dem Ortsteil Friedrichsthal eine Einheit. Er hat 1002 Einwohner, mit Friedrichsthal zusammen 1362 Einwohner (Stand: 31. Dezember 2020).

## Geographie
Dahl liegt knapp 3 km südlich der Olper Kernstadt, rund 1,6 km nordnordöstlich des Autobahnkreuzes Olpe-Süd, wo sich A 4 und A 45 kreuzen. Sein direkt westlich angrenzender Ortsteil Friedrichsthal wird westlich von der Bigge passiert. Im Süden grenzt die Gemeinde Wenden mit ihrem Ortsteil Gerlingen, im Norden die beiden Olper Ortsteile Rüblinghausen (Nordwesten) und Günsen (Nordosten) an.

## Geschichte und Bauwerke
Erste Erwähnung fand Dahl im Jahr 1475.
Der Ort verfügt über eine Kirche (St. Marien), die Dorfgemeinschaftshalle des Schützenvereins, eine Grundschule, einen Kindergarten (Dahler Spatzennest), die Sportanlage des SV Dahl-Friedrichsthal und mehrere Gewerbebetriebe.

## Kultur und Vereine
Kultureller Höhepunkt von Dahl-Friedrichsthal ist das Schützenfest zu Pfingsten.
- St.-Josef-Schützenverein Dahl-Friedrichsthal
- SV Dahl-Friedrichsthal (Fußball und Tischtennis)